# Jack Vincent
Jack Vincent (* 6. März 1904 in London; † 3. Juli 1999 in Pietermaritzburg, KwaZulu-Natal, Südafrika) war ein britischer Ornithologe.

## Leben und Wirken
Im Alter von 21 Jahren zog Vincent nach Südafrika, wo er auf zwei Farmen im Richmond-Distrikt von Natal arbeitete. In den 1920er Jahren kehrte er nach England zurück und bekam einen Posten als Vogelsammler beim British Museum. Von Ende der 1920er bis Anfang der 1930er Jahre begleitete er den Ornithologen Hubert Lynes auf mehrere Expeditionen nach Ost-, Zentral und Südafrika. 1934 heiratete er in Kapstadt die Schottin Mary Russell. 1937 kaufte Vincent eine Farm im Mooi-River-Distrikt von Natal.
Während des Zweiten Weltkriegs diente Jack Vincent als Oberst bei den Natal Carbineers in Ost- und Nordafrika, wo er für seine Verdienste den Orden Member of the British Empire erhielt. 1942 wurde er zur British Army nach Haifa in Palästina versetzt.
1949 wurde Vincent korrespondierendes Mitglied der American Ornithologists’ Union und Leiter des Natal Parks, Game and Fish Preservation Board (kurz: Natal Parks Board), das später eine bedeutende Rolle bei der Rettung des Breitmaulnashorns in KwaZulu-Natal spielen sollte. Von Ende der 1940er bis Anfang der 1950er Jahre war er Herausgeber von „The Ostrich“, dem Fachjournal der South African Ornithological Society.
Von 1963 bis 1967 nahm er an Naturschutzprojekten des International Council for Bird Preservation (heute: BirdLife International) teil. Für diese Arbeit wurde er mit der Goldmedaille des WWF ausgezeichnet. 1967 arbeitete er erneut für das Natal Parks Board, bevor er 1974 in den Ruhestand ging. 1989 starb seine Frau Mary und Jack zog nach Pietermaritzburg. 1993 verlieh ihm die Universität von KwaZulu-Natal die Ehrendoktorwürde. 1999 verstarb Vincent im Alter von 95 Jahren.

## Werke (Auswahl)
- Check List of the Birds of South Africa. 1952.
- The Red Book: Wildlife in Danger. 1969.
- Web of Experience: An Autobiography. 1989.